# Legitimismus

Royalistická vlajka francouzských legitimistů

Legitimismus (z francouzského légitime = legální) je tradicionalistické a monarchistické politické hnutí usilující o dosazení neprávem sesazeného legitimního panovníka či dynastie na základě platného nástupnického řádu buď v době, kdy vládne nelegitimní panovník, i když ten je např. podporován parlamentem dané země, nebo i jako jeden z více monarchistických proudů po nastolení republiky (např. Legitimisté vs. Orléanisté a Bonapartisté ve Francii).

## Charakteristika

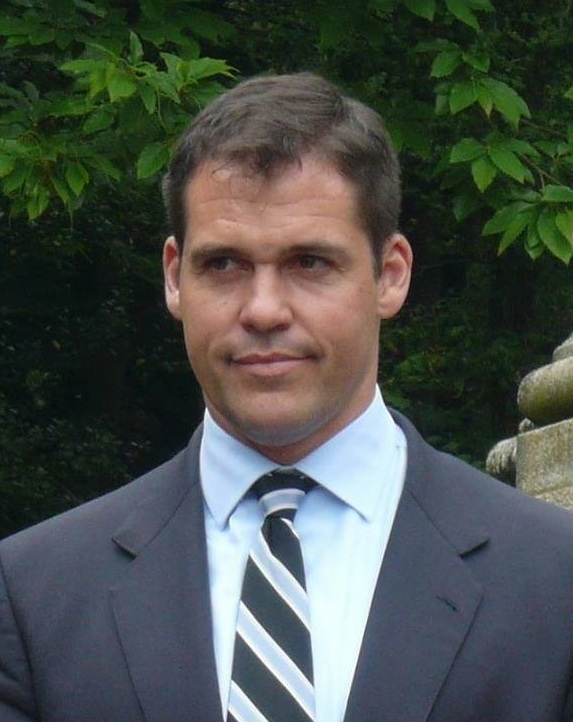
Ludvík Bourbonský, vévoda z Anjou, pretendent trůnu

Mezi českými monarchisty se legitimismus chápe jako uznání legitimního nástupnictví z doby konce monarchie, tedy prosazování nejbližších potomků posledního českého krále Karla III. jako následníků českého trůnu; v současnosti je tedy následníkem českého trůnu Karel Habsbursko-Lotrinský. To je ve 21. století oficiální postoj Koruny České (monarchistické strany Čech, Moravy a Slezska). V kontrastu s tím jsou názory jiných monarchistů, kteří preferují volbu krále z řad českého lidu nebo z příslušníků jiného panovnického rodu – takový názor prosazuje např. Petr Placák.
Dále se tento pojem používá pro snahu velmocí obnovit v 19. století po Vídeňském kongresu vládu legitimních panovnických rodů svržených revolucí (např. Bourboni za Velké francouzské revoluce).

## Legitimistická hnutí
- Legitimisté (Francie)
- Karlisté (Karlismus, Španělsko)
- Jakobité (Jakobismus, Velká Británie)
- Miguelisté (Miguelista, Portugalsko)